# Official U.S. PlayStation Magazine
Official U.S. PlayStation Magazine était un magazine mensuel américain consacré aux jeux vidéo sur consoles PlayStation. Publié par l'éditeur Ziff Davis de 1997 jusqu'en 2007, le magazine a couvert toutes les nouvelles consoles et jeux de Sony commençant par la première PlayStation, puis PlayStation 2, PlayStation 3 et également la PlayStation Portable ,. 
Chaque numéro était accompagné d'un disque contenant des démos et des vidéos de jeux PlayStation,. Official U.S. PlayStation Magazine était le premier magazine qui proposait des démos jouables sur CD, les premières démos étaient destinées pour la première PlayStation originale jusqu'au numéro 54, le magazine est ensuite passé à des démos exclusivement destinées à la PlayStation 2. Le mensuel totalise 112 numéros, le premier numéro est publié le 23 septembre 1997 et le dernier en janvier 2007,.